# Rudolf Plyukfelder
Rudolf Vladimirovitch Plyukfelder (en russe : Рудольф Владимирович Плюкфельдер, né le 6 septembre 1928) est un haltérophile et entraîneur d'haltérophilie soviétique. Il a remporté des titres mondiaux en 1959 et 1961 et une médaille d'or olympique en 1964. En tant qu'entraîneur, il a préparé une série de champions olympiques dont Aleksey Vakhonin, Vasily Alekseyev, David Rigert, Nikolay Kolesnikov, Aleksandr Voronin et Viktor Tregubov .
Rudolf Plyukfelder naît en Ukraine dans une famille allemande. Lorsque l'Allemagne envahit l'Union soviétique en 1941, son père et son frère aîné sont exécutés. Le reste de la famille est envoyé dans un camp de travail en Sibérie, où le jeune Rudolf travaille dans une mine de charbon. Comme dérivatif, il s'essaye alors, avec succès, à l'athlétisme et à la lutte. Il ne passe à l'haltérophilie qu'en 1950, alors qu'il a déjà 22 ans. Jusqu'en 1962, année de son installation dans l'oblast de Rostov, il s'entraîne seul, faute d'entraîneur d'haltérophilie dans sa région. Il n'en devient pas moins le meilleur haltérophile dans la catégorie des poids mi-lourds, remportant des titres européens et mondiaux en 1959-1961 et, surtout, la médaille d'or aux Jeux olympiques de Tokyo, en 1964. Il établit huit records du monde au cours des années 60 .
Pendant la compétition, Plyukfelder entraîne certains de ses coéquipiers, comme Aleksey Vakhonin qu'il accompagne vers le titre olympique. Il prend sa retraite sportive peu de temps après les Jeux olympiques de 1964 et commence une longue et fructueuse carrière d'entraîneur . Au début des années 1990, en raison d'un conflit avec Vassili Alexeiev, il émigre en Allemagne. Il continue de pratiquer l'haltérophilie à un âge très avancé, réalisant des performances remarquables ,.

## Livres
- Rudolf Plyukfelder, Металл и люди, Moscow, Fizkultura i sport,‎ 1966 (lire en ligne)
- Rudolf Plyukfelder, Чужой среди своих, Moscow, Center of German Culture,‎ 2009 (ISBN 978-5-93227-013-4, lire en ligne)